# Marie Nyange Ndambo
Marie Nyange Ndambo est une professeure d’université, chercheuse en économie et femme politique de la République démocratique du Congo. Elle est ministre de l’Environnement, du Développement durable et de la Nouvelle Économie du Climat au sein du gouvernement Suminwa II,,.

## Biographie

### Formation
Elle est titulaire d’un doctorat en économie, obtenu à l’Université de Kinshasa, et d’un autre doctorat en foresterie, dans le département des sciences du bois et de la forêt, obtenu à l’Université Laval au Canada en 2014,,.

### Carrière professionnelle
Marie Nyange est professeure à la faculté d'agronomie en master politique et gouvernance forestière et à la faculté des sciences économiques à l’Université de Kinshasa. Également Chercheuse à l'université de Laval au canada,,.
Elle intervient également comme professeure visiteuse à la haute école de commerce Kinshasa ex Institut supérieur de commerce (ISC) ainsi qu'à l’Université de Bandundu,,.
Parallèlement à ses activités d’enseignement, elle est membre du conseil d’administration de l’Agence nationale pour la promotion de l’investissement agricole (ANAPRI), où elle exerce la fonction de directrice de recherche et est aussi présidente du comité d’audit de la Banque centrale du Congo (BCC), où elle a siege depuis quatre ans,,.
Elle occupe également le fonction de directrice de recherche à RENAPI, une organisation qui regroupe les scientifiques de l’espace COMESA et est présidente du Réseau des femmes entrepreneures de Forum modèle,.
Elle collabore avec diverses organisations internationales, dont l’Organisation internationale du travail (OIT), où elle a exercé comme consultante en emploi rural et responsable de programmes de développement en République démocratique du Congo. Elle a également travaillé avec la Coopération technique belge (CTB, devenue Enabel) et la Coopération canadienne, prenant part et participant à la conception, à la gestion, au suivi et à l’évaluation de projets pour la République démocratique du Congo et la région du bassin du Congo.

### Parcours politique
Marie Nyange est une ancienne conseillère en charge des questions économiques auprès de l’ex-président de l’Assemblée nationale, Aubin Minaku.
Elle est l'ex présidente du regroupement politique Alliance pour l’Avenir, un parti politique congolais dont l’autorité morale est Pius Mwabilu. En janvier 2021, sous sa présidence, ce regroupement a quitté la coalition du Front commun pour le Congo (FCC) pour rejoindre l’Union sacrée de la nation, formation politique soutenant Félix Tshisekedi.
En décembre 2023, elle candidate aux législatives dans la circonscription électorale d'ilebo au Kasaï.
Elle quitte l'Alliance pour l'avenir et devient présidente nationale du parti politique Union populaire africaine (UPA), faisant parti de l'union sacrée de la nation,.
En août 2025, elle est nommée ministre de l’Environnement, du Développement durable et de la Nouvelle économie du climat dans le gouvernement Suminwa II,,,.